# ジム・ファーンズ
ジム・ファーンズ（James Ferns、1874年1月20日 - 1952年6月11日）は、アメリカ合衆国出身の元プロボクサー。元世界ウェルター級チャンピオン。

## 略歴
カンザス州ピッツバーグの生まれで、“ルーベ”（Rube、田舎者）の通称があった。1900年1月15日、世界ウェルター級初代王者とされる“ミステリアス”ビリー・スミスを21回反則勝ちで破り王座を獲得。同年10月15日、ウィリアム・マシューズに判定で敗れ王座を失ったが、1901年5月24日の再戦でマシューズを10回KOし奪還した。このタイトルは同年12月18日、怪物バルバドス・ジョー・ウォルコットに5回KO負けで奪われてしまった。

## 通算戦績
41勝（31KO）11敗1引分